# Kyllinga afro-occidentalis
Kyllinga afro-occidentalis är en halvgräsart som beskrevs av Kaare Arnstein Lye. Kyllinga afro-occidentalis ingår i släktet Kyllinga och familjen halvgräs.
Artens utbredningsområde är Elfenbenskusten. Inga underarter finns listade i Catalogue of Life.